# August Müller (orientalist)
Friedrich August Müller, född den 3 december 1848 i Stettin, död den 12 september 1892 i Königsberg, var en tysk orientalist.
Müller blev docent i Halle an der Saale 1870, extraordinarie professor där 1874 samt ordinarie professor 1882 i Königsberg och 1890 i Halle.
Bland hans arbeten märks Semitische Lehnwörter im älteren Griechisch (i Bezzenbergers Beiträge I), hans edition av den arabiske författaren Ibn Abi Useibias verk (1884), Der Islam im Morgen- und Abendland (i Wilhelm Onckens "Allgemeine Geschichte in Einzeldarstellungen", två band, 1885-1887) och Türkische Grammatik (1889). 
Dessutom utgav han de sista upplagorna av Casparis "Arabische Grammatik" och grundlade 1887 "Orientalische Bibliographie", som han redigerade till sin död. Müller efterlämnade även värdefulla förarbeten för en edition av Ibn el-Kiftis "Läkarnas historia", sedermera fortsatt och utgiven av Julius Lippert, 1903).